# Mit Salsil
Mit Salsil (arab. ميت سلسيل) – miasto w Egipcie, w muhafazie Ad-Dakahlijja. W 2006 roku liczyło 31 272 mieszkańców.